# محمدرضا آل یاسین
محمدرضا آل یاسین (۱۲۵۹–۱۳۳۰) روحانی و مرجع تقلید شیعه بود. او در کاظمین به دنیا آمد و در کوفه درگذشت.

## آثار
- بلغة الراغبین فی فقه آل یاسین
- سبیل الرشاد فی شرح نجاة العباد صاحب جواهر
- شرح منظومه بحرالعلوم در فقه
- شرح استدلالی تبصره در فقه
- شرح مشکلات عروة الوثقی
- منظومه فی احکام السلام
- دیوان شعر
- مناسک حج
- حاشیه بر عروة الوثقی
- منظومه فی صلوة المسافر